# Megdan Fighting
Megdan Fighting је организација борби мешовитих борилачких вештина и K-1 борби. Седиште организације налази се Новом Саду. Основан у Новом Саду, Мегдан организује догађаје у више градова који приказују једанаест различитих тежинских категорија по Unified Rules of Mixed Martial Arts правилима. Алекса Балашевић (бивши репрезентативац у рвању, син Ђорђа Балашевића) је председник организације. Он је на том месту од 2017. године. Под лидерством Балашевића и Ничића, Мегдан је прерастао у озбиљно популарно и профитабилно предузеће. Највећи раст ове организације, забележен је откако су увели клађење на њихове мечеве.
Сврха ранијих MMA шампионата је била да пронађе најефикаснију борилачку вештину у такмичењу са минималним правилима између такмичара различитих борилачких дисциплина као што је бокс, бразилски џијуџицу, самбо, рвање, тајландски бокс, карате и џудо. У каснијим такмичењима, борци су почели да усвајају корисне технике од више различитих дисциплина, што је индиректно довело до тотално другачијег стила борбе који је данас познат као мешане борилачке вештине. Године 2019, Мегданова матична компанија је постала партнер са Телеком Србије.